# ベノワ・トレムリナス
ブノワ・トレムリナス（Benoît Trémoulinas, 1985年12月28日 - ）は、フランス共和国ジロンド県ロルモン出身の元サッカー選手。ポジションはディフェンダー。元フランス代表。

## 経歴
レユニオンにルーツを持つ。1994年からFCジロンダン・ボルドーのユースチームに所属し、2007年にトップチームに昇格した。8月15日、ル・マンUC戦でデビューを果たした。
2013年7月10日、FCディナモ・キーウへの移籍が合意。2014年1月31日、ASサンテティエンヌへレンタル移籍した。
2014年8月22日、リヴァプールFCに移籍したアルベルト・モレノの後釜として、セビージャFCへの移籍が合意した。加入後は2年間で44試合に出場したが、2016年5月のUEFAヨーロッパリーグの対FCシャフタール・ドネツク戦で左膝半月板を損傷、当初は全治4週間程度と見られていたが、翌2016-2017シーズンを全休するほどの重傷であった。この負傷により2016-2017シーズン終了後に契約満了によりセビージャを退団。
以降は無所属となり、復帰を目指して2年半で3回も膝の手術を受けたが、一向に完治せず、2019年2月15日に現役引退。

## 代表歴
2010年8月5日、ローラン・ブラン監督の下で8月11日のノルウェーとの親善試合に向けてフランス代表初招集を受けた。その時は出場を果たせなかったものの、それから2年後のイタリアとの親善試合に向けてディディエ・デシャン監督に呼ばれ、89分にムサ・シソコに代わり出場した。

## 所属クラブ
- FCジロンダン・ボルドー 2007-2013
- FCディナモ・キーウ 2013-2014

→ ASサンテティエンヌ 2014 (loan)
- セビージャFC 2014-2017

## タイトル

### クラブ
FCジロンダン・ボルドー
- リーグ・アン : 2008-09
- トロフェ・デ・シャンピオン : 2009
- クープ・ドゥ・ラ・リーグ : 2009
- クープ・ドゥ・フランス : 2012-13

セビージャFC
- UEFAヨーロッパリーグ : 2014-15, 2015-16

### 個人
- リーグ・アンベストイレブン : 2009-10